# Географія Сан-Марино

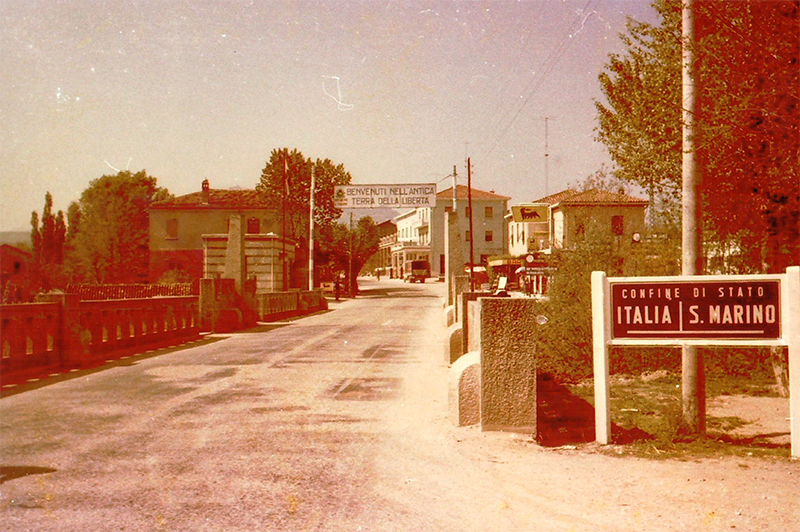
Кордон Італія — Сан-Марино у 1957 році

Сан-Марино — південноєвропейська країна-анклав, з усіх боків оточена Італією. Є однією з найменших країн Європи, менше за неї лише Монако та Ватикан. Має загальну площу 61 км² та протяжність кордону 39 км. Загальна довжина доріг держави становить — 220 км.
Розташована на Апенінському півострові. Найвищою точкою є гора Монте-Титано, що височіє на 750 м, найнижча зареєстрована — на річці Ауса, 55 м над рівнем моря. Крайні точки: Серравалле — на півночі, Фйорентіно — на півдні, Аккуавіва — на заході та Фаетано — на сході.

## Клімат
Клімат вологий субтропічний, з жарким літом і м'якою зимою. Середня температура влітку +24 °C, взимку близько +4 °C. При цьому, завдяки розташуванню над рівнем моря, навіть у сильну спеку тут прохолодно, а взимку температура може опускатися до -6 °C. Середньорічна кількість опадів становить 686 мм, в окремі роки, переважно в осінньо-зимовий період, випадає 800-900 мм на рік. Взимку зрідка випадає сніг, але він тримається недовго.

## Рельєф
Рельєф переважно гористий, під сільськогосподарські угіддя відведено лише 17 % території.

## Річки і водойми
Територією Сан-Марино протікають декілька річок. Найбільші з них: Ауса, Марано та Сан-Марино. Доступ до моря відсутній.

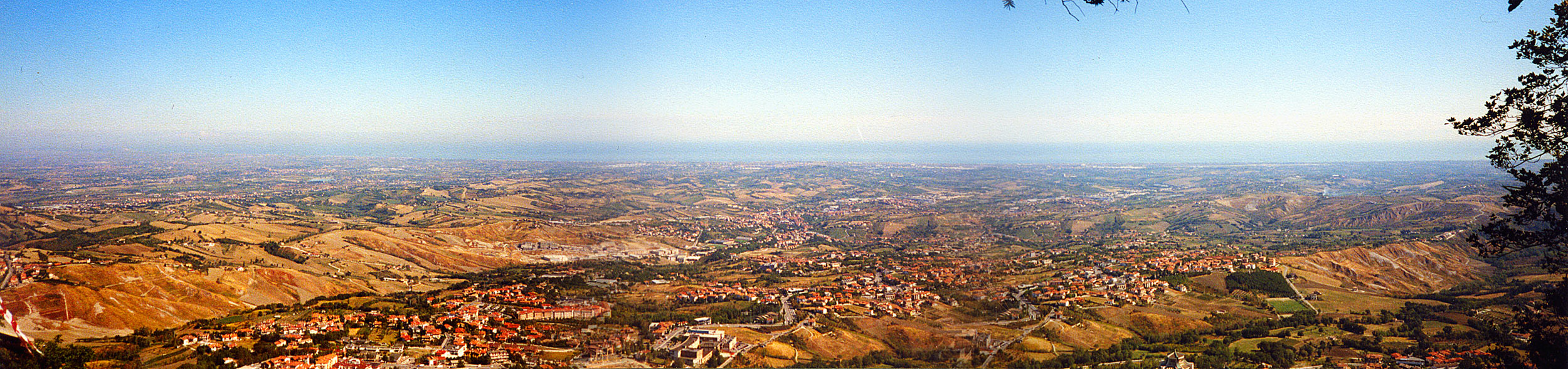
Панорама Сан-Марино